# ۱۳۰ (میلادی)
۱۳۰ (میلادی) صد و سیمین سال تقویم میلادی است.

## زادگان
- ۱۵ دسامبر - لوسیوس وروس، امپراتور روم

## درگذشتگان
‎